# Sollingvorland
Das Sollingvorland ist eine Kulturlandschaft, die die Mittelgebirge Solling und (weiter südlich) Bramwald nach Osten zum Leinegraben abdacht, indes diverse eigenständige und namentlich bekannte Höhenzüge beinhaltet, die landläufig dem Leinebergland zugerechnet werden.
Es handelt sich bei der Bezeichnung um eine geographische naturräumliche Haupteinheit, die der naturräumlichen Großregion Niedersächsisches Bergland angehört. In alltagssprachlichen Benennungen wird der Begriff nicht verwendet. Während die Höhenlagen bewaldet sind, werden die übrigen Flächen landwirtschaftlich genutzt.

## Naturräumliche Gliederung
Das Sollingvorland gliedert sich wie folgt:
- (zu 37 Weser-Leine-Bergland)
  - 371 Sollingvorland
    - 371.0 Nördliches Solling-Vorland
      - 371.00 Vogler
      - 371.01 Golmbacher Berge (Südwestabdachung des Voglers und Burgberg)
      - 371.02 Stadtoldendorfer Hochfläche (Hochfläche bei Stadtoldendorf zwischen Vogler (NW), Burgberg (SW), Solling (S), Holzberg (SO) und Homburgwald (NO), das im Norden auf die Lenne bei Eschershausen stößt)
      - 371.03 Stadtoldendorfer Wald (= Homburgwald)
      - 371.04 Amtsberge
        - Holzberg
        - Amtsberge im engeren Sinne
        - Ellenser Wald

      - 371.05 Elfas
      - 371.06 Elfasumland (ringförmig um den Elfas)

    - 371.1 Südliches Solling-Vorland
      - 371.10 Rötsenke von Hardegsen (schmale, bogenförmig von Fredelsloh über Hardegsen nach Adelebsen verlaufende Senke)
      - 371.11 Schedener Rötsenke[2] (auch: Dransfelder Rötsenke[3], jedoch liegt Dransfeld östlich außerhalb)  (verbreiterte Fortsetzung der Hardegser Rötsenke, die über Scheden nach Süden bis Lippoldshausen reicht und den Bramwald östlich flankiert)
      - 371.12 Ahlsburg
      - 371.13 Weper
      - 371.14 Lödingsener Hochflächen (Nordteil der Hochfläche zwischen Hardegsen im Norden, den Rötsenken im Westen und dem Leinegraben im Osten; reicht nach Südosten bis zum Nordwesten Göttingens, das namensgebende Lödingsen liegt streng genommen westlich außerhalb)
      - 371.15 Dransfelder Hochflächen (Südteil der Hochfläche, stößt nach Süden an das Werratal bei Hedemünden bzw., östlich davon, an den Sandwald)

## Gemeinden
Folgende Gemeinden befinden sich darin oder ragen hinein:
- Adelebsen
- Bovenden
- Dassel
- Samtgemeinde Dransfeld
- Samtgemeinde Eschershausen-Stadtoldendorf
- Friedland (Niedersachsen)
- Göttingen
- Hann. Münden
- Hardegsen
- Heinade
- Moringen
- Neu-Eichenberg
- Rosdorf